# Chałupki (gromada w powiecie ząbkowickim)
Chałupki (od 1 I 1960 Lubnów) – dawna gromada, czyli najmniejsza jednostka podziału terytorialnego Polskiej Rzeczypospolitej Ludowej w latach 1954–1972.
Gromady, z gromadzkimi radami narodowymi (GRN) jako organami władzy najniższego stopnia na wsi, funkcjonowały od reformy reorganizującej administrację wiejską przeprowadzonej jesienią 1954 do momentu ich zniesienia z dniem 1 stycznia 1973, tym samym wypierając organizację gminną w latach 1954–1972.
Gromadę Chałupki z siedzibą GRN w Chałupkach utworzono – jako jedną z 8759 gromad na obszarze Polski – w powiecie ząbkowickim w woj. wrocławskim, na mocy uchwały nr 33/54 WRN we Wrocławiu z dnia 2 października 1954. W skład jednostki weszły obszary dotychczasowych gromad Chałupki, Lubnów, Mrokocin, Pomianów Górny, Pomianów Dolny i Głęboka ze zniesionej gminy Lubnów w tymże powiecie. Dla gromady ustalono 24 członków gromadzkiej rady narodowej.
1 stycznia 1960 do gromady Chałupki włączono wieś Niedźwiedź ze zniesionej gromady Niedźwiedź w tymże powiecie, po czym gromadę Chałupki zniesiono, przenosząc siedzibę GRN z Pęcza do Lubnowa i zmieniając nazwę jednostki na gromada Lubnów.